# Xiao Jia
König Xiǎo Jiǎ (chinesisch 小甲) herrschte als sechster oder siebter König der Shang-Dynastie (wohl im 17. vorchristlichem Jahrhundert) über China.

## Leben
In den Aufzeichnungen des Großen Historikers wurde er von Sima Qian als siebter Shang-König aufgeführt, als Nachfolger seines Bruders Tai Geng (太庚). Er wurde im Jahr des Dingsi (丁巳) inthronisiert. Seine Hauptstadt war Bo (亳). Er regierte 17 Jahre lang, erhielt posthum den Namen Xiao Jia und wurde von seinem Bruder Yong Ji (雍己) abgelöst.
Inschriften auf Orakelknochen, die in Yinxu ausgegraben wurden, berichten alternativ, dass er der sechste Shang-König war, der seinem Bruder Da Geng (大庚) folgte, den posthumen Namen Xiao Jia (小甲) erhielt und von seinem Neffen Tai Wu (大戊) abgelöst wurde.